# Elecciones legislativas de Ecuador de 1904
Las elecciones legislativas de Ecuador de 1904 se celebraron ese año para renovar a la Cámara de Diputados y del Senado de Ecuador. 
Se eligieron 74 legisladores, necesitando 38 votos para mayoría del Congreso en pleno. 
Acorde a la normativa de la época, los legisladores eran electos por nominación libre de los electores, sin auspicio partidista o limitaciones por provincia, por lo que en ocasiones un legislador era electo por varias provincias o para ambas cámaras. 

## Senadores
30 Senadores, 16 votos para mayoría de la Cámara del Senado.
| Provincia  | Senador                             |
| ---------- | ----------------------------------- |
| Carchi     | Juan Benigno Vela Hervas            |
| Carchi     | Luis Felipe Carbo Noboa             |
| Imbabura   | Genaro Larrea Vela                  |
| Imbabura   | Abelardo Posso Flores               |
| Pichincha  | Francisco Andrade Marín             |
| Pichincha  | Carlos Freile Zaldumbide            |
| León       | Sebastián Vásconez Donoso           |
| León       | Manuel A. Larrea Garcia             |
| Tungurahua | Emilio María Terán Vaca             |
| Tungurahua | Anarcasis Martínez Holguin          |
| Chimborazo | Isidro Cordovez Ricaurte            |
| Chimborazo | -                                   |
| Bolívar    | Lino Cárdenas Proaño                |
| Bolívar    | -                                   |
| Cañar      | José María Borrero Galup            |
| Cañar      | Antonio Farfán Vintimilla           |
| Azuay      | Honorato Vásquez Ochoa              |
| Azuay      | -                                   |
| Loja       | Francisco de Paula Arias Valdivieso |
| Loja       | Angel R. Ojeda                      |
| El Oro     | Baltasar Arauz                      |
| El Oro     | Jose Miguel Valdivieso              |
| Guayas     | Carlos Alberto Aguirre              |
| Guayas     | César Borja Lavayen                 |
| Los Ríos   | Horacio Espinel                     |
| Los Ríos   | Eduardo Game                        |
| Manabí     | Lizardo García Sorroza              |
| Manabí     | -                                   |
| Esmeraldas | Manuel A. Franco Vera               |
| Esmeraldas | José Luis Tamayo Terán              |

## Diputados
44 diputados, 23 votos para mayoría de la Cámara de Diputados.
| Provincia  | Diputado                              |
| ---------- | ------------------------------------- |
| Carchi     | Hortencio Garzón                      |
| Carchi     | Daniel Andrade Rodriguez              |
| Imbabura   | Jose Elias Monge Nieto                |
| Imbabura   | Eliecer Chiriboga Chiriboga           |
| Pichincha  | Modesto A. Peñaherrera de la Guerra   |
| Pichincha  | Rodolfo Riofrio Salvador              |
| Pichincha  | Federico F. Madrid                    |
| Pichincha  | Enrique Bustamante L.                 |
| Pichincha  | F. Alberto Darquea Cevallos           |
| Pichincha  | Leonardo Fernandez Salvador Chiriboga |
| León       | Alejandro Emilio Sandoval Escobar     |
| León       | Manuel Eduardo Escudero Viteri        |
| León       | Enrique Iturralde Irrazabal           |
| Tungurahua | Celiano Monge Nvarrete                |
| Tungurahua | Ricardo Callejas Vasconez             |
| Tungurahua | Sergio Arias Moscoso                  |
| Chimborazo | Pacifico Gallegos Vergara             |
| Chimborazo | Miguel A. Montalvo Vasconez           |
| Chimborazo | Julio R. Barreiro                     |
| Chimborazo | Vicente A. Costales Capelo            |
| Bolívar    | -                                     |
| Cañar      | Felix María Pozo Carrasco             |
| Cañar      | José Mora Lopez                       |
| Azuay      | Remigio Crespo Toral                  |
| Azuay      | Juan J. Gonzalez I.                   |
| Azuay      | Luis A. Loyola Garcia                 |
| Azuay      | César Malo Andrade                    |
| Azuay      | Francisco Cuesta O.                   |
| Loja       | Nicolas Arias Riofrio                 |
| Loja       | José Antonio Burneo                   |
| Loja       | Pablo Suarez Salvador                 |
| El Oro     | José Moises Ugarte Fajardo            |
| Guayas     | Enrique Gallardo Triviño              |
| Guayas     | Manuel P. Mariscal                    |
| Guayas     | Pedro Pablo Garaycoa Cabanilla        |
| Guayas     | Francisco de P. Aviles Zerda          |
| Guayas     | Cesareo Carrera Padron                |
| Guayas     | Euclides V. Cabezas                   |
| Los Ríos   | Jose M. Barona Lalama                 |
| Manabí     | M.S. San Lucas Robledo                |
| Manabí     | Reinaldo Cueva Garcia                 |
| Manabí     | Sergio Alcivar Vasquez                |
| Manabí     | Virgilio Stopper Turrizaga            |
| Esmeraldas | Carlos Concha Torres                  |

Fuente: